# Nikola Stipić
Nikola Stipić (né le 13 décembre 1937) est un footballeur serbe, milieu de l'Étoile Rouge de Belgrade et de l'équipe de Yougoslavie dans les années 1960.
Stipić n'a marqué aucun but lors de son unique sélection avec l'équipe de Yougoslavie en 1962. 

## Carrière
- 1956-64 : FK Étoile rouge de Belgrade  Yougoslavie

## Palmarès

### En équipe nationale
- 1 sélection et aucun but avec l'équipe de Yougoslavie en 1962.

### Avec l'Étoile Rouge de Belgrade
- Vainqueur du Championnat de Yougoslavie de football en 1957, 1959, 1960 et 1964.
- Vainqueur de la Coupe de Yougoslavie de football en 1958 et 1959 et 1964.